# Schapirograph

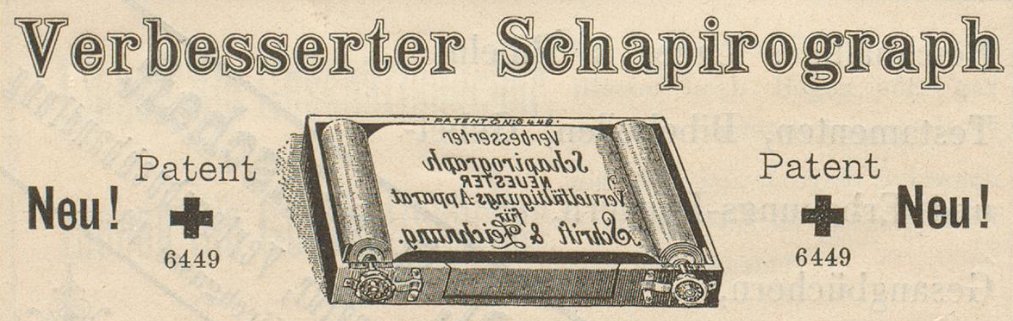
Schapirograph-Zeichnung aus Katalog Gewerbe-Ausstellung Zürich 1894

Der Schapirograph war nach der Kopierpresse von James Watt, dem Mimeographen von Thomas Alva Edison und dem Hektographen von Kwaisser und Husak eines der ersten Systeme zum Kopieren.
Er wurde Ende des 19. Jahrhunderts hergestellt. In einem Holzkasten wurde eine gummierte Rolle (ähnlich wie eine Tapetenrolle) rechts und links in eine Vertiefung eingelegt und über die dazwischenliegende Fläche gezogen.
Ein mit Tinte geschriebenes Schriftstück wurde mit der Schrift nach unten auf die Fläche gelegt und mit einer Handwalze auf die gummierte Rolle festgedrückt. Die Tinte drückte sich dann in der Gummioberfläche ab. Nun legte man ein Stück weißes Papier auf diesen Abdruck und rollte die Handwalze ab, so dass eine Kopie entstand. Man konnte nun die Oberfläche der Gummirolle abwischen oder bei wenig Zeit die Rolle bis zur nächsten freien Fläche weiter rollen.
Der Schapirograph befand sich in einem ungefähr 50 cm × 35 cm großen Holzkasten mit Deckel und einer kleinen Schublade und zwei Fächern für Roller, Tinte und Feder.